# Une lumière dans la nuit

Une lumière dans la nuit est un téléfilm franco-belge en deux parties (2 x 90 minutes) réalisé par Olivier Guignard et diffusé les 6 et 7 janvier 2009 sur France 2.

## Synopsis
En 1825, Henri Blin, professeur à l'Institut royal des jeunes aveugles, fait la rencontre du jeune Louis Braille. Ce dernier vient de mettre au point un système d'écriture pour aveugles. Il lui confie que sa découverte est convoitée par les militaires. Pour éviter qu'elle ne tombe entre leurs mains, Louis confie la matrice de son invention à son nouvel ami. A charge pour Henri de la mettre en lieu sûr, le temps qu'elle perde sa valeur de secret et que le premier ouvrage en Braille soit publié. 
Près de deux siècles plus tard, Aurore la descendante d'Henri Blin, décide de poursuivre les recherches de son père, décédé quand elle avait neuf ans. Au moment de sa mort, celui-ci s'évertuait à retrouver la matrice du code Braille. Aveugle comme son ancêtre, Aurore découvre petit à petit l'histoire d'Henri Blin, considéré selon la légende comme le légataire de la matrice, aujourd'hui introuvable. Le parcours d'Aurore pour la récupérer est semé d'embûches et... de morts. Il la mène au cœur d'une lutte secrète à laquelle Henri fut lui-même mêlé deux siècles plus tôt...

## Fiche technique
- Réalisation : Olivier Guignard
- Scénario, adaptation et dialogues : Sandro Agénor et Vincent Lambert
- Production : Florence Laneurie
- Sociétés de production : At-Production, Mercredi Films
- Musique : Arland Wrigley
- Image : Pascal Lagriffoul
- Son : Bernard Borel
- Montage: Thierry Brunello
- Décors : Jean-Luc Grangier
- Costumes : Françoise Guégan
- Casting : Stéphanie Davidian
- Pays :  France,  Belgique
- Durée : 2 x 90 minutes
- Date de diffusion : 6 et 7 janvier 2009 sur France 2

## Distribution
- Julie Voisin : Aurore Blin
- Marius Colucci : Henri Blin
- Julie Delarme : Marie Morin
- Hubert Koundé : Julien Bourgade
- Jean-Luc Bideau : Charles Caron
- Melchior Derouet : Louis Braille
- Laurent Bateau : Frère Marie-Thomas
- Christine Boisson : Nadine Blin
- Pascal Demolon : Gallien
- Nicky Naudé : l'agresseur

## Thème
À près de deux siècles d'intervalle, en France, ce thriller suit une enquête en parallèle entre le XIXe siècle et l'époque contemporaine. En 1825, la mystérieuse invention du jeune Louis Braille suscite bien des convoitises et ceux qui veulent se l'approprier sont prêts à tout pour parvenir à leurs fins. Des crimes inexpliqués sont commis. 180 ans plus tard, une nouvelle série de meurtres se déclenche en lien à nouveau avec la "Matrice de Braille".
Pour raconter cette histoire, les auteurs sont partis du personnage bien réel de Louis Braille, fils de bourrelier devenu accidentellement aveugle en jouant avec les outils de son père étant enfant. Humaniste et pacifiste, il est en outre un génie précoce qui invente à 17 ans l'essentiel de ce que l'on appelle aujourd'hui "le Braille". Ce film n'a cependant pas vocation à constituer un biopic: c'est une fiction qui, chose rare, met en scène des héros aveugles et dont Louis Braille est l'un des personnages secondaires. Pour autant, le scénario s'appuie sur des faits et des personnages authentiques.

## Autour du film
- C'est Melchior Derouet qui incarne Louis Braille à l'écran. Aveugle lui-même, il a été un conseiller technique précieux auprès des auteurs du film.

## Récompenses
Au Festival de la fiction TV de La Rochelle 2008 :
- Prix de la meilleure mini-série
- Prix de la Révélation pour Julie Voisin
- Prix des Collégiens de la Charente-Maritime